# 1954年の国鉄スワローズ
1954年の国鉄スワローズ（1954ねんのこくてつスワローズ）では、1954年の国鉄スワローズの動向をまとめる。
この年の国鉄スワローズは、藤田宗一監督の1年目のシーズンである。

## 概要
西垣徳雄前監督の辞任を受け、スワローズ黎明期からの主力選手だった藤田宗一監督が就任。また、前年まで巨人の主軸でのちにスワローズの3代目監督となる宇野光雄が金銭トレードで移籍。宇野は巨人戦にめっぽう強く、前年最下位だったチームの5位躍進に貢献した。チームは宇野の加入もあり、出足の悪かった前年と違って、佐藤孝夫や町田行彦、金田正一といった主力選手の活躍で5月には首位の中日に4ゲーム差と迫った。しかし、毎年恒例の貧打はこの年も解消されず徐々に成績が低下。最終的に借金を前年から大きく減らし、最下位の大洋松竹を突き放したものの優勝の中日に32ゲームも離され、広島との4位争いに敗れて5位で終了した。打撃陣は宇野の加入、佐藤・町田らの活躍に加え、打者へ転向した箱田弘志が開幕から好調で、二塁手で規定打席へ到達。打率.323で球団創設初の3割打者（打撃ベストテン4位）となり、三塁手の宇野と共に球団初のベストナインに選ばれた。チーム打率も.258とリーグ3位で優勝の中日を若干上回ったが、本塁打が61本でリーグ5位、盗塁数も105でリーグ5位、また併殺打も118でリーグ1位、失策も168個でリーグ最下位とアンバランスが見られた。投手陣は金田の活躍でリーグ2位の630奪三振、防御率も3.34と健闘したが被本塁打は85と、狭い後楽園がフランチャイズゆえの結果となった。

## チーム成績

### レギュラーシーズン
| 1 | 右 | 土屋伍郎 |
| 2 | 一 | 辻井弘   |
| 3 | 中 | 佐藤孝夫 |
| 4 | 左 | 安居玉一 |
| 5 | 三 | 宇野光雄 |
| 6 | 二 | 箱田弘志 |
| 7 | 捕 | 佐竹一雄 |
| 8 | 投 | 金田正一 |
| 9 | 遊 | 中村栄   |

| 順位 | 4月終了時 | 4月終了時 | 5月終了時 | 5月終了時 | 6月終了時 | 6月終了時 | 7月終了時 | 7月終了時 | 8月終了時 | 8月終了時 | 9月終了時 | 9月終了時 | 最終成績 | 最終成績 |
| ---- | --------- | --------- | --------- | --------- | --------- | --------- | --------- | --------- | --------- | --------- | --------- | --------- | -------- | -------- |
| 1位  | 巨人      | --        | 中日      | --        | 巨人      | --        | 巨人      | --        | 中日      | --        | 中日      | --        | 中日     | --       |
| 2位  | 中日      | 1.5       | 巨人      | 0.0       | 中日      | 3.0       | 中日      | 4.0       | 巨人      | 1.5       | 巨人      | 6.0       | 巨人     | 5.5      |
| 3位  | 大阪      | 2.5       | 大阪      | 2.0       | 大阪      | 6.5       | 大阪      | 8.0       | 大阪      | 10.0      | 大阪      | 15.0      | 大阪     | 16.0     |
| 4位  | 国鉄      | 5.0       | 国鉄      | 4.0       | 国鉄      | 7.5       | 国鉄      | 13.0      | 国鉄      | 22.0      | 広島      | 26.0      | 広島     | 29.5     |
| 5位  | 広島      | 10.0      | 広島      | 7.5       | 広島      | 13.5      | 広島      | 15.5      | 広島      | 22.0      | 国鉄      | 27.0      | 国鉄     | 32.0     |
| 6位  | 洋松      | 11.0      | 洋松      | 19.0      | 洋松      | 26.5      | 洋松      | 31.5      | 洋松      | 43.5      | 洋松      | 51.0      | 洋松     | 55.0     |

| 順位 | 球団             | 勝 | 敗 | 分 | 勝率 | 差   |
| 1位  | 中日ドラゴンズ   | 86 | 40 | 4  | .683 | 優勝 |
| 2位  | 読売ジャイアンツ | 82 | 47 | 1  | .636 | 5.5  |
| 3位  | 大阪タイガース   | 71 | 57 | 2  | .555 | 16.0 |
| 4位  | 広島カープ       | 56 | 69 | 5  | .448 | 29.5 |
| 5位  | 国鉄スワローズ   | 55 | 73 | 2  | .430 | 32.0 |
| 6位  | 洋松ロビンス     | 32 | 96 | 2  | .250 | 55.0 |

## オールスターゲーム1954
| ファン投票 | 宇野光雄 |
| 監督推薦   | 金田正一 |

## 表彰選手
| リーグ・リーダー |
| ---------------- |
| 受賞者なし       |

| ベストナイン | ベストナイン | ベストナイン |
| 選手名       | ポジション   | 回数         |
| ------------ | ------------ | ------------ |
| 箱田弘志     | 二塁手       | 初受賞       |
| 宇野光雄     | 三塁手       | 初受賞       |